# Vigantice
Vigantice település Csehországban, Vsetíni járásban. Vigantice Hutisko-Solanec, Dolní Bečva, Prostřední Bečva és Rožnov pod Radhoštěm településekkel határos. Lakosainak száma 1091 fő (2024. január 1.).

## Népesség
A település lakosságának változását az alábbi diagram mutatja:
| Lakosok száma | 669  | 686  | 654  | 640  | 826  | 874  | 1070 | 1093 | 1071 | 1091 |
|               | 1869 | 1890 | 1921 | 1950 | 1980 | 2001 | 2017 | 2019 | 2022 | 2024 |